# スタック (層理論)
数学におけるスタック（英: Stack) とは互いに関係づけられた2つの圏論的な概念を参照するものある。
- 標準的なスタックは、形式的降下理論の鍵概念である層型の接着公理を満足するファイバー圏である。
- 代数的スタックはスタックの特殊なタイプであり、スキームの圏と代数的空間の圏の拡張となる。これらはモジュライ空間の研究において中心的な役割を担っている。